# 스파이로키스티스과
스파이로키스티스과(Sphaerocystidaceae)는 녹조강 클라미도모나스목에 속하는 녹조류과의 하나이다. 7속 14종으로 이루어져 있다.

## 하위 속
- Dictyochlorella - 3종
- Heleochloris - 3종
- 호르모틸라속 (Hormotila) - 최근 녹색반점말과로 분류[2]
- Korschpalmella - 2종
- Planctococcus - 유일종 P. sphaerocystiformis
- Planochloris - 유일종 P. pyrenoidifera
- 스파이로키스티스속 (Sphaerocystis) - 3종
- Topaczevskiella  - 유일종 P. nautococcoides